# Polizeipräsidium Niederbayern
Das Polizeipräsidium Niederbayern ist einer von zehn regionalen Verbänden der Bayerischen Polizei und als solcher eine Landesmittelbehörde des Freistaates Bayern. Es ist direkt dem Bayerischen Staatsministerium des Innern, für Sport und Integration unterstellt und hat seinen Dienstsitz in Straubing. Der Zuständigkeitsbereich des Polizeipräsidiums ist deckungsgleich mit dem Regierungsbezirk Niederbayern und umfasst eine Fläche von 10.326 Quadratkilometern mit ca. 1,28 Millionen Einwohnern.
Der Verband ist am 1. Juni 2009 aus dem Polizeipräsidium Niederbayern/Oberpfalz hervorgegangen, das im Zuge der Polizeireform Bayern 2009 aufgelöst wurde.
Leiter des Präsidiums ist Polizeipräsident Roland Kerscher, sein Stellvertreter ist Polizeivizepräsident Manfred Gigler.

## Dienststellen
Dem Polizeipräsidium Niederbayern sind folgende Dienststellen unterstellt:
Dienststellen in der Region Straubing
- Polizeiinspektion Bogen
- Polizeiinspektion Deggendorf
- Polizeistation Mallersdorf-Pfaffenberg
- Polizeiinspektion Plattling
- Polizeiinspektion Regen
- Polizeiinspektion Straubing
- Polizeiinspektion Viechtach
- Polizeiinspektion Zwiesel
- Kriminalpolizeistation Deggendorf
- Kriminalpolizeiinspektion Straubing
- Autobahnpolizeistation Straubing/Kirchroth in Kirchroth
- Verkehrspolizeiinspektion Deggendorf

Dienststellen in der Region Passau
- Polizeiwache Bad Füssing
- Polizeiinspektion Bad Griesbach im Rottal
- Polizeiinspektion Eggenfelden
- Grenzpolizeiinspektion Passau
- Polizeiinspektion Freyung
- Polizeiinspektion Grafenau
- Polizeiinspektion Hauzenberg
- Polizeiinspektion Passau
- Polizeiinspektion Pfarrkirchen
- Polizeistation Pocking
- Polizeistation Tittling
- Polizeiinspektion Simbach am Inn
- Polizeiinspektion Vilshofen
- Polizeistation Waldkirchen
- Kriminalpolizeiinspektion Passau
- Kriminalpolizeiinspektion mit Zentralaufgaben
- Verkehrspolizeiinspektion Passau

Dienststellen in der Region Landshut
- Polizeiinspektion Dingolfing
- Polizeiinspektion Kelheim
- Polizeiinspektion Landau an der Isar
- Polizeiinspektion Landshut
- Polizeiinspektion Mainburg
- Polizeiinspektion Rottenburg an der Laaber
- Polizeiinspektion Vilsbiburg
- Kriminalpolizeiinspektion Landshut
- Autobahnpolizeistation Wörth an der Isar
- Verkehrspolizeiinspektion Landshut

Seit dem 1. Juli 2018 ist die Direktion der Bayerischen Grenzpolizei dem Präsidium organisatorisch angebunden.